# David Coulter (musicien)
Ne doit pas être confondu avec David Coulter (karatéka).
Pour les articles homonymes, voir Coulter.
David Coulter est un musicien britannique qui a fait partie des Pogues et de Test Dept. C'est aussi un réel multi-instrumentiste qui maîtrise le violon, la guitare, l'accordéon, la contrebasse, le piano mais aussi la scie musicale et le Didgeridoo. Il est apparu en qualité de musicien de studio auprès de nombreux artistes dont Ed Harcourt, Hector Zazou, Marianne Faithfull, Nick Cave, Peter Hammill, Roger Eno, Talvin Singh, le Kronos Quartet, Joe Strummer, Arthur H., Thomas Bloch, Charlemagne Palestine, Vincent Segal, etc. Son travail est fréquemment lié à celui d'Ève Couturier et de Jean-Jacques Palix. Durant plusieurs années, il a également été membre virtuel du collectif musical à géométrie variable dénommé 48 Cameras. Récemment, Coulter a aussi collaboré avec Tom Waits et Robert  Wilson dans le cadre du Black Rider Tour, tout comme il a produit le nouvel album de Sandy Dillon paru en 2006 sur le label One little Indian. Il assiste ensuite Damon Albarn, leader de Blur et Gorillaz, sur deux nouveaux projets, The good, the bad & the Queen et son opéra Monkey, Journey to the West. Il apparaîtra également sur un morceau de l'album Plastic Beach de Gorillaz, crédité à la guimbarde additionnelle.

## Discographie

### Sous son nom
- INterVENTION (2000 / Young God Records)

### En collaboration
- Maximin (2002 / Young God Records) - enregistré par correspondance en compagnie de Charlemagne Palestine et de Jean Marie Mathoul
- Gantse Mishpuchach - Music in 3 parts (2004 / Fringes Recordings) - enregistré à nouveau par correspondance en compagnie de Charlemagne Palestine, de Jean Marie Mathoul et de  Michael Gira

### Avec48 Cameras
- Me, my youth & a bass drum (1996 / Big Bang)
- I swear I saw garlic growing under my father's steps (2002 / Interzone)
- After all, isn't tango the dance of the drunk man? (2006 / Interzone)